# Corpo Sensual
"Corpo Sensual" é uma canção do cantor e drag queen brasileiro Pabllo Vittar, lançada como quarto single de seu álbum de estreia Vai Passar Mal (2017). A faixa conta com a participação de Mateus Carrilho, vocalista da Banda Uó, e foi escrita por Weber, Rodrigo Gorky, Maffalda e Yuri Drummond. A canção foi produzida por Rodrigo Gorky e Maffalda. Pabllo cantou a música em inúmeras apresentações, e em 27 de julho de 2017 foi incluída como tema de abertura da turnê Vai Passar Mal Tour. No começo de julho, durante uma entrevista que a artista deu ao canal Multishow no YouTube, Pabllo disse que "Corpo Sensual" seria trabalhada como single.
"Corpo Sensual" foi indicada na categoria "Hit do Ano", do Prêmio Jovem Brasileiro em sua edição de 2018, porém acabou perdendo para "Dona Maria" de Thiago Brava.

## Composição e recepção da crítica
Musicalmente, "Corpo Sensual" é derivada do gênero tecnobrega. É constituída por harmonias vocais e riffs de tombores elétricos do começo até o fim da música. A faixa também incorpora demonstrações de "Rubi" da Banda Djavú. Foi composta por Maffalda, Rodrigo Gorky, Weber e Yuri Drummond em outubro de 2016. A canção também possui amostras de "Show das Poderosas" da cantora Anitta, carregando a buzina que introduz a canção no instrumental da faixa. O crítico Luccas Oliveira, do jornal O Globo, comparou a canção com a faixa "K.O." completando que "Corpo Sensual" é um "arrocha eletrônico sensual" e que Mateus Carrilho, ex-vocalista da Banda Uó, foi uma jogada perfeita para a canção.

## Desempenho comercial
Após lançada como single, a canção ficou por vários meses nas paradas da Billboard brasileira, assim como "K.O.". O single alcançou o pico de número 68 e 9 nas paradas Brasil Hot 100 Airplay e Brasil Hot Pop & Popular nas edições de 8 de janeiro de 2018, respectivamente. "Corpo Sensual" também apareceu na posição de número 5 no Top 50 Streaming, da Pro-Música Brasil.
Com "Corpo Sensual", "K.O." e "Sua Cara", Pabllo tornou-se o primeiro artista a ter 3 músicas simultaneamente no top 5 do Spotify Brasil.

## Promoção
Pabllo cantou a música em inúmeras apresentações e entre elas: Na festa SuperMARA com mais de 5 mil pessoas, o evento foi no Engenhão no dia 23 de julho de 2017. Em 27 de julho de 2017, foi incluída como tema de abertura de sua segunda turnê oficial, a Vai Passar Mal Tour. Em 9 de agosto, Vittar performou a canção sem Matheus no talk show Encontro com Fátima Bernardes da Rede Globo. Vittar também fez um medley de "K.O." e "Corpo Sensual" em sua performance no Prêmio Multishow de Música Brasileira 2017 em outubro de 2017.

## Vídeo musical
O vídeo musical de "Corpo Sensual" foi lançado em 6 de setembro de 2017 no YouTube e teve direção de Os Primos (João Monteiro e Fernando Moraes). O videoclipe tornou-se o mais rápido do YouTube Brasil a receber 1 milhão de likes na época, sendo ultrapassado em dezembro pelo videoclipe de "Vai Malandra", de Anitta, MC Zaac e Maejor.
Em julho de 2020, foram registradas mais de 300 milhões de visualizações presentes no videoclipe, tornando-o o segundo videoclipe mais visto de Vittar, até então.

## Lista de faixas
- Download digital e streaming[15][16]

1. "Corpo Sensual" (feat. Mateus Carrilho) – 2:50
2. "Corpo Sensual" (feat. Mateus Carrilho) [Seakret Remix] – 3:42

## Desempenho nas tabelas musicais
| Tabela musical (2017–18)                    | Melhor posição |
| ------------------------------------------- | -------------- |
| Brasil Hot 100 Airplay (Billboard Brasil)   | 67             |
| Brasil Hot Pop & Popular (Billboard Brasil) | 9              |
| Top 50 Streaming (Pro-Música Brasil)        | 5              |

## Vendas e certificações
| Região                                                                                             | Certificação | Vendas   |
| -------------------------------------------------------------------------------------------------- | ------------ | -------- |
| Brasil (Pro-Música Brasil)                                                                         | 2× Diamante  | 600,000* |
| *números de vendas baseados somente na certificação ^distribuições baseadas apenas na certificação |              |          |